# Château de Montfermeil
Le château de Montfermeil est un château disparu, situé à Montfermeil dans le département de la Seine-Saint-Denis. Son importance a profondément marqué la ville.

## Situation
Son emplacement se trouvait à l'extrémité est de l'avenue Jean-Jaurès qui était autrefois la voie principale du village.

## Historique
Il a été construit vers 1678 pour Antoine Pélissier, secrétaire du Roi. En 1695, il est acheté par l'Intendant des finances Michel Chamillart, qui en fait achever la construction. 
En 1701, Michel Chamillart revend la terre et seigneurie de Montfermeil aux frères François et Michel Bégon. En 1735, elle est achetée par Jean Hyacinthe Hocquart, fermier-général, qui meurt en 1764. 
Son fils, Jean Hyacinthe Emmanuel Hocquart (1727-1778), conseiller, puis président de la seconde chambre des requêtes au Parlement de Paris, lui succède comme seigneur de Montfermeil, qu'il fait ériger en marquisat en 1777. 
Dans la seconde moitié des années 1760, il fait remanier le château par l'architecte parisien Claude Nicolas Ledoux. Ce dernier fait ajouter, en particulier, les deux ailes qui prolongeaient la façade côté parc.
Il a pour successeur comme marquis de Montfermeil, son fils, Jean Louis Hyacinthe Hocquart (1752-1798), maréchal des camps et armées du Roi, qui émigre à la Révolution. Son domaine de Montfermeil est vendu comme bien national, mais sa famille parvient à en reprendre possession au début du XIXe. 
Passé par alliance aux familles de Fougières, puis de Nicolaï, le château est dégradé pendant l'occupation prussienne et le siège de Paris, en 1870-1871, puis reste inhabité. À la mort d'Adélaïde Hyacinthe de Fougières, comtesse de Nicolaï, en 1891, le château et ses abords sont vendus à des spéculateurs. Les lotissements de Franceville et des Coudreaux sont alors aménagés sur le domaine. 
Le château reste à peu près intact dans son gros œuvre jusqu'au début des années 1920. Son aspect à cette époque est connu par des cartes postales anciennes. 
Construit tout en pierre, il se composait d'un corps de logis central élevé sur deux niveaux et sept travées, couvert d'un comble mansardé. Sur chaque façade, les trois travées centrales étaient marquées par quatre pilastres soutenant un fronton triangulaire au cartouche sculpté et armorié, formant un avant-corps légèrement saillant. Le traitement des ailes différait sur chaque façade : côté cour, elles consistaient en deux pavillons saillants, construits dans les mêmes proportions que la partie centrale. Côté parc, elles prolongeaient le corps de logis sur une longueur chacune de six travées, avec une moindre élévation, l'étage n'étant qu'un simple attique, couvert par une toiture plate cachée par des balustres en pierre. 
La façade d'arrivée du château était précédée par une ample avenue rectiligne (actuelle "avenue Jean Jaurès") composant une majestueuse perspective. La façade opposée se trouvait sur un promontoire dominant un parc agrémenté d'une pièce d'eau. 
Devenus une ruine faute d'entretien, les restes du château de Montfermeil sont achetés en 1928 par la commune, qui les fait ensuite démolir. 
Leur emplacement est aujourd'hui occupé par le groupe scolaire Jean Jaurès .

## Description

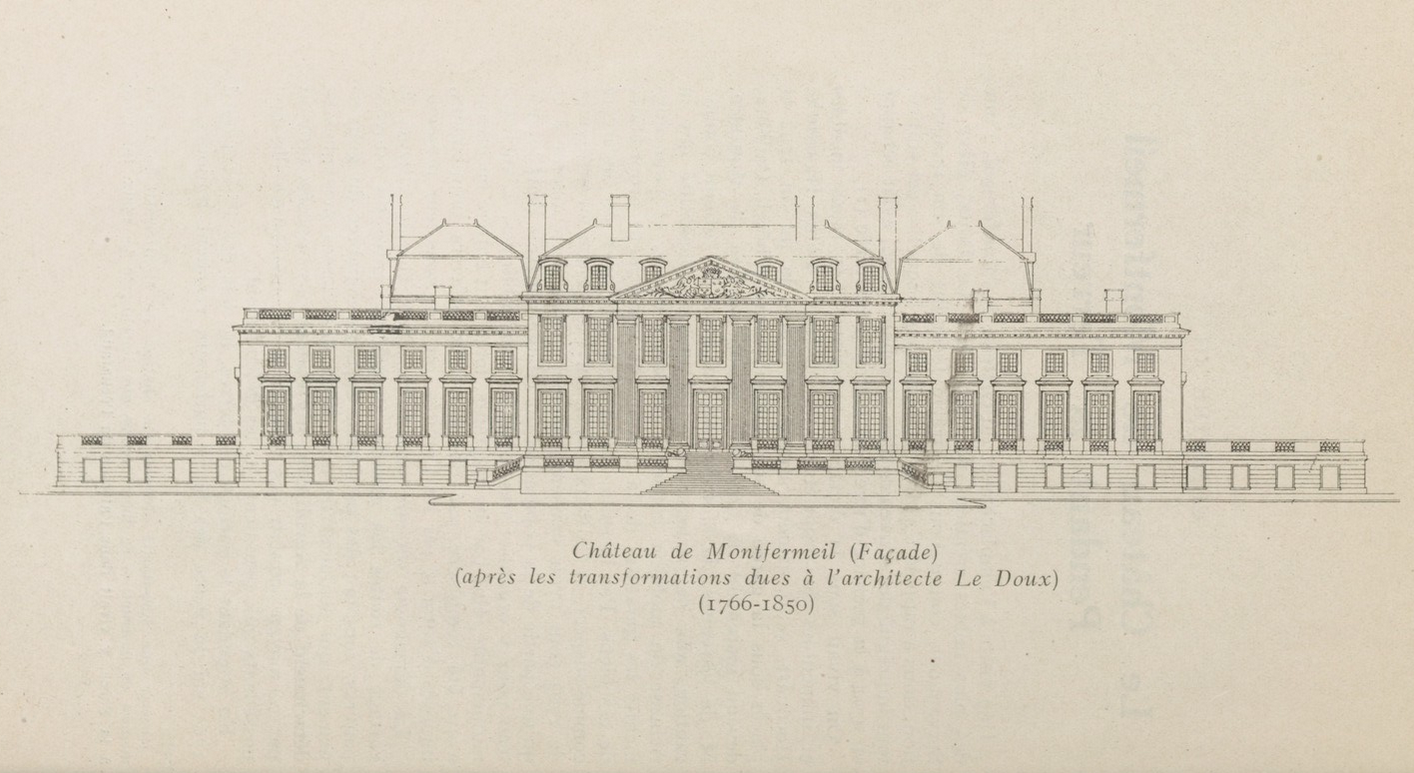
Plan du château de Montfermeil.

Le bâtiment principal comportait deux niveaux.
Parmi ses dépendances on peut citer cour, basse-cour, colombier à pied, écurie, grange, remises, parterres en terrasse, jardin potager et bassin.
L'ensemble du bâtiment était enclos de murs et d'une grille en fer.
La chapelle Saint-Antoine est attestée en 1678.

## Filmographie
- Il est évoqué dans la série télévisée d'animation Les Misérables.